# Зенке Зенкзен
Зенке Зенкзен (нім. Sönke Sönksen, 2 березня 1938 — 15 листопада 2024) — німецький вершник.
Срібний призер Олімпійських Ігор 1976 року в командному конкурі.